# Euclea racemosa
Euclea racemosa är en tvåhjärtbladig växtart som beskrevs av Carl von Linné. Arten ingår i släktet Euclea och familjen Ebenaceae.
Arten är en buske eller ett träd och förekommer i subtropiska områden i östra Afrika från Egypten till Sydafrika, samt på södra Arabiska halvön.

## Underarter
Arten delas in i följande underarter:
- E. r. bernardii
- E. r. daphnoides
- E. r. macrophylla
- E. r. racemosa
- E. r. schimperi
- E. r. sinuata
- E. r. zuluensis